# Eichenbrandt
Eichenbrandt ist ein bewohnter Gemeindeteil im Ortsteil Gielsdorf der Stadt Altlandsberg im Landkreis Märkisch-Oderland in Brandenburg.

## Geografie
Der Ort liegt elf Kilometer nordöstlich von Altlandsberg. Die Nachbarorte sind Heidekrug im Norden, Försterei Lattbusch und Stadtstelle im Nordosten, Wilkendorf, Gartenstadt und Gielsdorf im Südosten, Wesendahler Mühle und Wesendahl im Südwesten, Rudolfshöhe im Westen sowie Hirschfelde und Werftpfuhl im Nordwesten.

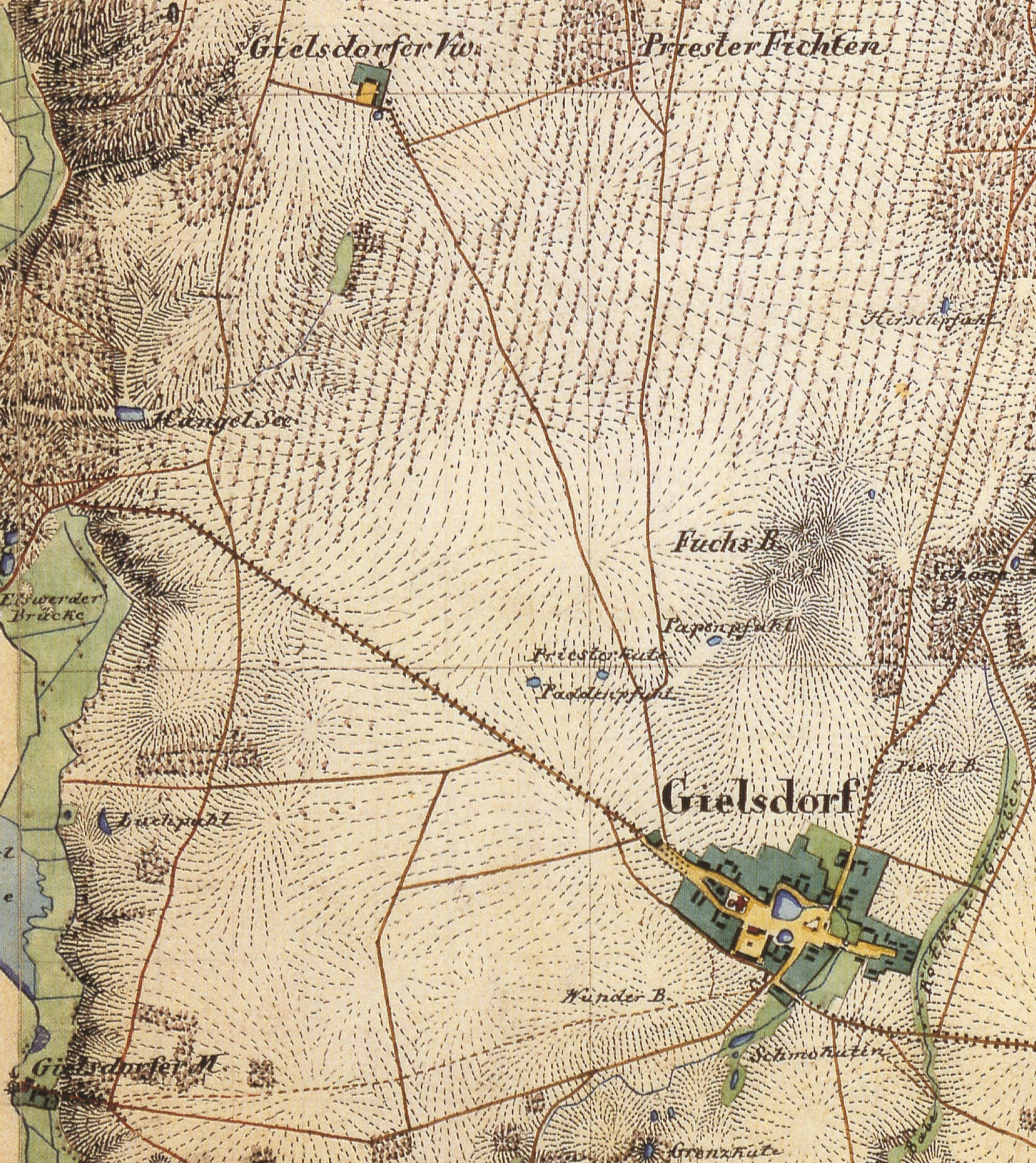
Gielsdorf, Gielsdorfer Mühle und Gielsdorfer Vorwerk (= Eichenbrandt) auf dem Urmesstischblatt 3299 Prötzel von 1843

## Geschichte
Die Siedlung entstand als Vorwerk des Rittergutes Gielsdorf zwischen 1840 und 1843. Die Topographisch-statistische Uebersicht des Regierungs-Bezirks Potsdam und der Stadt Berlin von 1841 (Stand 1840) erwähnt dieses Vorwerk noch nicht. Es ist aber im Urmesstischblatt 3299 Prötzel von 1843 bereits als Gielsdorfer Vw. eingezeichnet. Im Jahr 1860 wurde es offiziell Eichenbrand genannt. Die Ortschafts-Statistik des Regierungs-Bezirks Potsdam mit der Stadt Berlin. von 1861 beschreibt es als 1 abg. Vorw. (1860 ben. Eichenbrand). Mit der Bildung der Amtsbezirke in Preußen wurde Eichenbrand dem Amtsbezirk 14 Hirschfelde zugewiesen. Amtsvorsteher war Rittergutsbesitzer von Schmidt auf Hirschfelde, sein Stellvertreter Administrator Waldau auf Gielsdorf. Eichenbrandt war damals Teil des Gutsbezirks Gielsdorf, der zum Kreis Oberbarnim gehörte.
Die offizielle Schreibweise wechselte bis nach 1900 zwischen Eichenbrand und Eichenbrandt hin und her. Bereits 1873 findet sich ein erster Beleg für Eichenbrandt. Auch das Messtischblatt 3349 Prötzel von 1888 benutzt bereits die Schreibweise Eichenbrandt. Im Alphabetischen Verzeichnis sämtlicher im Regierungsbezirk Potsdam belegenen Ortschaften und Ortsteile von 1897 ist noch die Schreibweise Eichenbrand zu finden. Selbst in Niekammer’s Landwirtschaftlichen Adreßbuch der Rittergüter, Güter und Höfe der Provinz Brandenburg von 1929 findet sich noch die Schreibweise Eichenbrand.
1857 gehörte Gielsdorf und Wilkendorf den Brüdern Richard Balduin Ernst von Pfuel (1827–1900) und Gustav Bertram Felix von Pfuel, ebenso noch 1863. 1873 wurde das Gut Gielsdorf und Eichenbrandt von einem Administrator Waldau verwaltet. 16 Personen wohnten damals in dem Gutsareal von Eichenbrandt. 1879 ließ Ritterschaftsdirektor Gustav von Pfuel, nun alleiniger Besitzer, das Gut von einem gewissen Wagner bewirtschaften. 1903 folgte Richard von Pfuel. 1907 ist dann Dr. Georg von Caro, Geheimer Kommerzienrat in Berlin, Besitzer der beiden Rittergüter. Er ließ sie durch den Inspektor Hermann Frehse bewirtschaften. Dr. Georg von Caro starb am 22. September 1913 in Wilkendorf. Das Güter-Adreßbuch für die Provinz Brandenburg von 1914 führt ihn allerdings noch als Besitzer auf; anscheinend lag der Redaktionsschluss nach vor September 1913.
1921 hatte der Besitz gewechselt, Gielsdorf und Wilkendorf gehörten nun Franz Wolf, Major a. D. und seiner Frau. Er hatte Gielsdorf und Wilkendorf an Otto Busse verpachtet. Der ließ das Gut Gielsdorf aber von einem Oberinspektor Petzel verwalten. Der Gutsbezirk Gielsdorf maß damals 1437 ha. Eichenbrand ist nicht extra ausgewiesen.
1929 war Frau Caroline Wolf alleinige Besitzerin der Güter Gielsdorf und Wilkendorf. Pächter war weiterhin Otto Busse, Oberinspektor in Gielsdorf war Petzel.
1928 wurde der Gutsbezirk Gielsdorf (und damit auch Eichenbrandt) mit der Gemeinde Gielsdorf vereinigt. Eichenbrandt wurde 1932 und 1957 als Wohnplatz der Gemeinde Gielsdorf bezeichnet. 1964 und 1974 war es dann Ortsteil von Gielsdorf. In der Kreisreform von 1952 wechselte Gielsdorf in den neuen Kreis Strausberg.
1993 bildete Gielsdorf zusammen mit fünf anderen Gemeinden und der Stadt Altlandsberg das Amt Altlandsberg. Das Amt Altlandsberg wurde 2002 aufgelöst, die amtsangehörigen Gemeinden in die Stadt Altlandsberg eingemeindet. Seither ist Gielsdorf ein Ortsteil von Altlandsberg, Eichenbrandt ist ein Gemeindeteil von Gielsdorf ohne eigene kommunale Vertretung.